# Edilson Asevedo
Edilson Asevedo (...) è un ex giocatore di football americano brasiliano, che ha giocato come defensive end.